# Parancistrocerus
Parancistrocerus är ett släkte av steklar. Parancistrocerus ingår i familjen Eumenidae.

## Dottertaxa tillParancistrocerus, i alfabetisk ordning[1]
- Parancistrocerus acarigaster
- Parancistrocerus acarophilus
- Parancistrocerus acarophorus
- Parancistrocerus algidus
- Parancistrocerus androcles
- Parancistrocerus areatus
- Parancistrocerus assamensis
- Parancistrocerus assumptionis
- Parancistrocerus atkinsi
- Parancistrocerus austrinus
- Parancistrocerus bacu
- Parancistrocerus bacuensis
- Parancistrocerus bicornis
- Parancistrocerus binotatus
- Parancistrocerus bonariensis
- Parancistrocerus bravo
- Parancistrocerus capocacciai
- Parancistrocerus chiricahuae
- Parancistrocerus citropictus
- Parancistrocerus concavus
- Parancistrocerus coronado
- Parancistrocerus cotti
- Parancistrocerus cucullatus
- Parancistrocerus cylindricus
- Parancistrocerus cylindroides
- Parancistrocerus declivatus
- Parancistrocerus declivus
- Parancistrocerus decollatus
- Parancistrocerus dejectus
- Parancistrocerus difformis
- Parancistrocerus dorsonotatus
- Parancistrocerus dux
- Parancistrocerus enyo
- Parancistrocerus farias
- Parancistrocerus feai
- Parancistrocerus foveolatus
- Parancistrocerus fulvipes
- Parancistrocerus gracilior
- Parancistrocerus guzmani
- Parancistrocerus herbertii
- Parancistrocerus histrio
- Parancistrocerus holmbergi
- Parancistrocerus holzschuhi
- Parancistrocerus hongkongensis
- Parancistrocerus ignotus
- Parancistrocerus incommodus
- Parancistrocerus inconstans
- Parancistrocerus incorruptus
- Parancistrocerus inflaticeps
- Parancistrocerus inornatus
- Parancistrocerus invisibilis
- Parancistrocerus irritatus
- Parancistrocerus kennethianus
- Parancistrocerus kolambuganensis
- Parancistrocerus leionotus
- Parancistrocerus longicornutus
- Parancistrocerus lutzi
- Parancistrocerus luzonicola
- Parancistrocerus lynchii
- Parancistrocerus macfarlandi
- Parancistrocerus makilingi
- Parancistrocerus malayanus
- Parancistrocerus mcclayi
- Parancistrocerus microsynoeca
- Parancistrocerus minimoferus
- Parancistrocerus nigriventris
- Parancistrocerus nitobei
- Parancistrocerus obliquus
- Parancistrocerus olseni
- Parancistrocerus parapedestris
- Parancistrocerus paulensis
- Parancistrocerus pedestris
- Parancistrocerus pensylvanicus
- Parancistrocerus perennis
- Parancistrocerus polingi
- Parancistrocerus productus
- Parancistrocerus pruinosus
- Parancistrocerus pseudallodynerus
- Parancistrocerus pseudodynerus
- Parancistrocerus rectangulis
- Parancistrocerus rhipheus
- Parancistrocerus robertianus
- Parancistrocerus saecularis
- Parancistrocerus saltensis
- Parancistrocerus samarensis
- Parancistrocerus scapultatus
- Parancistrocerus siamensis
- Parancistrocerus siccus
- Parancistrocerus striatus
- Parancistrocerus subcyaneus
- Parancistrocerus subtoltecus
- Parancistrocerus sulcatus
- Parancistrocerus sumichrasti
- Parancistrocerus taihorinensis
- Parancistrocerus taihorinshoensis
- Parancistrocerus texensis
- Parancistrocerus toltecus
- Parancistrocerus trepidus
- Parancistrocerus triconcavus
- Parancistrocerus ussuriensis
- Parancistrocerus vagus
- Parancistrocerus vicinus
- Parancistrocerus vogti
- Parancistrocerus yachowensis
- Parancistrocerus yamanei